# Liste der Kulturdenkmäler in Lingenfeld
In der Liste der Kulturdenkmäler in Lingenfeld sind alle Kulturdenkmäler der rheinland-pfälzischen Ortsgemeinde Lingenfeld aufgeführt. Grundlage ist die Denkmalliste des Landes Rheinland-Pfalz (Stand: 26. Juni 2023).

## Einzeldenkmäler
| Bezeichnung                        | Lage                                                                | Baujahr                            | Beschreibung | Bild                           |
| ---------------------------------- | ------------------------------------------------------------------- | ---------------------------------- | --- | ------------------------------ |
| Kriegerdenkmal                     | Germersheimer Straße, Ecke Schulstraße Lage                         | 1934                               | Kriegerdenkmal des Ersten (und Zweiten) Weltkriegs, 1934 eingeweiht                                                                              | weitere Bilder Fotos hochladen |
| Wohnhaus                           | Hauptstraße 37 Lage                                                 | 1881                               | eingeschossiger Massivbau mit Kniestock, bezeichnet 1881                                                                                         | Fotos hochladen                |
| Wohnhaus                           | Kautzengasse 58 Lage                                                | 18. und 19. Jahrhundert            | eingeschossiges Fachwerkhaus mit Kniestock, 18. und 19. Jahrhundert                                                                              | Fotos hochladen                |
| Katholisches Pfarrhaus             | Kirchstraße 2 Lage                                                  | um 1860                            | Neurenaissance, um 1860 | Fotos hochladen                |
| Katholische Pfarrkirche St. Martin | Kirchstraße, bei Nr. 17 Lage                                        | 1837–40                            | neuromanischer Saalbau, 1837–40, Architekt August von Voit                                                                                       | weitere Bilder Fotos hochladen |
| Grenzsteine                        | nordöstlich des Ortes auf der Gemarkungsgrenze zu Mechtersheim Lage | Mitte des 13. Jahrhunderts         | sechs zum Teil mittelalterliche Grenzsteine des Hofgutes des ehemaligen Zisterzienserklosters Eußerthal, wohl aus der Mitte des 13. Jahrhunderts | weitere Bilder Fotos hochladen |
| Kilometerstein                     | nordöstlich des Ortes an der L 507 Lage                             | zweite Hälfte des 19. Jahrhunderts | Kilometerstein, Sandstein, wohl aus der zweiten Hälfte des 19. Jahrhunderts                                                                      | Fotos hochladen                |